# Campeonato Universal del CMLL (2017)
El Campeonato Universal 2017 fue la novena edición del Campeonato Universal del CMLL, un torneo de lucha libre profesional producido por el CMLL que se llevó a cabo del 30 de junio al 14 de julio de 2017 en la Arena México de la Ciudad de México.

## Desarrollo

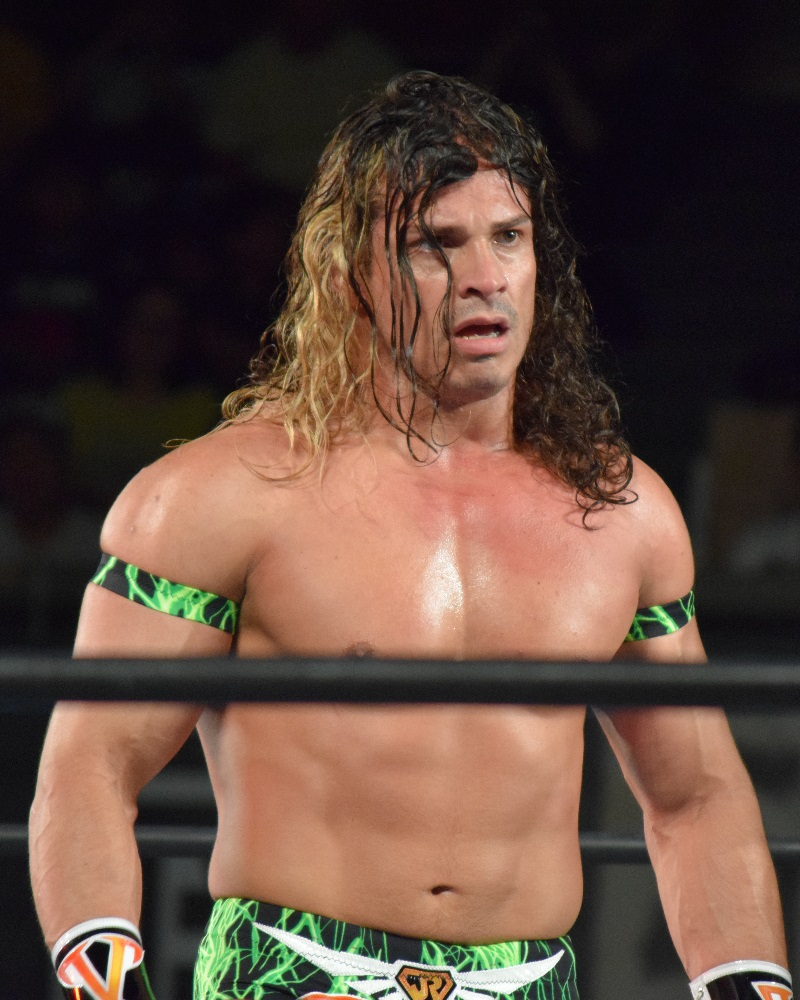
Volador Jr. es el noveno ganador del Campeonato Universal del CMLL 2017.

El torneo se desarrolló por medio de una competición a eliminación directa, donde Volador Jr. resultó ser el ganador de la primera eliminatoria, que se realizó el 30 de junio y en la segunda eliminatoria realizada el 7 de julio Último Guerrero obtuvo la victoria.
La final del torneo fue el 14 de julio, donde Volador Jr. derrotó a Último Guerrero, convirtiéndose así en el ganador de Campeonato Universal 2017.

## Participantes

### Bloque A
| Luchador     | Campeonato                                                                                   |
| ------------ | -------------------------------------------------------------------------------------------- |
| Ángel de Oro | Campeonato Mundial de Peso Medio del CMLL                                                    |
| Negro Casas  | Campeonato Mundial de Parejas del CMLL                                                       |
| Dragon Lee   | Campeonato Mundial de Peso Ligero del CMLL                                                   |
| Hechicero    | Campeonato Mundial Histórico de Peso Semicompleto de la NWA                                  |
| Lucifierno   | Campeonato Nacional de Tríos                                                                 |
| Shocker      | Campeonato Mundial de Parejas del CMLL                                                       |
| Valiente     | Campeonato Mundial de Tríos del CMLL                                                         |
| Volador Jr.  | Campeonato Mundial de Tríos del CMLL / Campeonato Mundial Histórico de Peso Wélter de la NWA |

### Bloque B
| Luchador        | Campeonato                                           |
| --------------- | ---------------------------------------------------- |
| Marco Corleone  | Campeonato Mundial de Peso Completo del CMLL         |
| Diamante Azul   | Campeonato de Peso Completo de Occidente             |
| Ephesto         | Campeonato Nacional de Tríos                         |
| Mephisto        | Campeonato Nacional de Tríos                         |
| Místico         | Campeonato Mundial de Tríos del CMLL                 |
| Niebla Roja     | Campeonato Mundial de Peso Semicompleto del CMLL     |
| Soberano Jr.    | Campeonato Nacional Peso Wélter                      |
| Último Guerrero | Campeonato Mundial Histórico de Peso Medio de la NWA |

## Torneo
|  | Primera ronda | Primera ronda   | Primera ronda   |                 |               | Cuartos de final | Cuartos de final | Cuartos de final |  |                 | Semifinales     | Semifinales | Semifinales |  |             | Final       | Final | Final |  |
|  |               |                 |                 |                 |               |                  |                  |                  |  |                 |                 |             |             |  |             |             |       |       |  |
|  |               |                 |                 |                 |               |                  |                  |                  |  |                 |                 |             |             |  |             |             |       |       |  |
|  | 1             | Shocker         | W               |                 |               |                  |                  |                  |  |                 |                 |             |             |  |             |             |       |       |  |
|  | 1             | Shocker         | W               |                 |               |                  |                  |                  |  |                 |                 |             |             |  |             |             |       |       |  |
|  | 16            | Valiente        | 03:52           |                 |               |                  |                  |                  |  |                 |                 |             |             |  |             |             |       |       |  |
|  | 16            | Valiente        | 03:52           |                 | Shocker       | Shocker          | 04:28            |                  |  |                 |                 |             |             |  |             |             |       |       |  |
|  |               |                 |                 |                 | Shocker       | Shocker          | 04:28            |                  |  |                 |                 |             |             |  |             |             |       |       |  |
|  |               |                 | Volador Jr.     | Volador Jr.     | W             |                  |                  |                  |  |                 |                 |             |             |  |             |             |       |       |  |
|  | 9             | Volador Jr.     | Volador Jr.     | Volador Jr.     | W             | W                |                  |                  |  |                 |                 |             |             |  |             |             |       |       |  |
|  | 9             | Volador Jr.     |                 |                 |               |                  |                  |                  |  |                 |                 |             |             |  |             |             |       |       |  |
|  | 8             | Hechicero       | 06:58           |                 |               |                  |                  |                  |  |                 |                 |             |             |  |             |             |       |       |  |
|  | 8             | Hechicero       | 06:58           |                 |               |                  |                  |                  |  | Volador Jr.     | Volador Jr.     | W           |             |  |             |             |       |       |  |
|  |               |                 |                 |                 |               |                  |                  |                  |  | Volador Jr.     | Volador Jr.     | W           |             |  |             |             |       |       |  |
|  |               |                 | Negro Casas     | Negro Casas     | 05:54         |                  |                  |                  |  |                 |                 |             |             |  |             |             |       |       |  |
|  | 5             | Negro Casas     | Negro Casas     | Negro Casas     | 05:54         | W                |                  |                  |  |                 |                 |             |             |  |             |             |       |       |  |
|  | 5             | Negro Casas     |                 |                 |               |                  |                  |                  |  |                 |                 |             |             |  |             |             |       |       |  |
|  | 12            | Ángel de Oro    | 02:21           |                 |               |                  |                  |                  |  |                 |                 |             |             |  |             |             |       |       |  |
|  | 12            | Ángel de Oro    | 02:21           |                 | Dragon Lee    | Dragon Lee       | 03:55            |                  |  |                 |                 |             |             |  |             |             |       |       |  |
|  |               |                 |                 |                 | Dragon Lee    | Dragon Lee       | 03:55            |                  |  |                 |                 |             |             |  |             |             |       |       |  |
|  |               |                 | Negro Casas     | Negro Casas     | W             |                  |                  |                  |  |                 |                 |             |             |  |             |             |       |       |  |
|  | 13            | Dragon Lee      | Negro Casas     | Negro Casas     | W             | W                |                  |                  |  |                 |                 |             |             |  |             |             |       |       |  |
|  | 13            | Dragon Lee      |                 |                 |               |                  |                  |                  |  |                 |                 |             |             |  |             |             |       |       |  |
|  | 4             | Luciferno       | 05:51           |                 |               |                  |                  |                  |  |                 |                 |             |             |  |             |             |       |       |  |
|  | 4             | Luciferno       | 05:51           |                 |               |                  |                  |                  |  |                 |                 |             |             |  | Volador Jr. | Volador Jr. | W     |       |  |
|  |               |                 |                 |                 |               |                  |                  |                  |  |                 |                 |             |             |  | Volador Jr. | Volador Jr. | W     |       |  |
|  |               |                 | Último Guerrero | Último Guerrero | 22:42         |                  |                  |                  |  |                 |                 |             |             |  |             |             |       |       |  |
|  | 3             | Diamante Azul   | Último Guerrero | Último Guerrero | 22:42         | W                |                  |                  |  |                 |                 |             |             |  |             |             |       |       |  |
|  | 3             | Diamante Azul   |                 |                 |               |                  |                  |                  |  |                 |                 |             |             |  |             |             |       |       |  |
|  | 14            | Ephesto         | 03:28           |                 |               |                  |                  |                  |  |                 |                 |             |             |  |             |             |       |       |  |
|  | 14            | Ephesto         | 03:28           |                 | Diamante Azul | Diamante Azul    | 03:22            |                  |  |                 |                 |             |             |  |             |             |       |       |  |
|  |               |                 |                 |                 | Diamante Azul | Diamante Azul    | 03:22            |                  |  |                 |                 |             |             |  |             |             |       |       |  |
|  |               |                 | Último Guerrero | Último Guerrero | W             |                  |                  |                  |  |                 |                 |             |             |  |             |             |       |       |  |
|  | 11            | Último Guerrero | Último Guerrero | Último Guerrero | W             | W                |                  |                  |  |                 |                 |             |             |  |             |             |       |       |  |
|  | 11            | Último Guerrero |                 |                 |               |                  |                  |                  |  |                 |                 |             |             |  |             |             |       |       |  |
|  | 6             | Marco Corleone  | 01:58           |                 |               |                  |                  |                  |  |                 |                 |             |             |  |             |             |       |       |  |
|  | 6             | Marco Corleone  | 01:58           |                 |               |                  |                  |                  |  | Último Guerrero | Último Guerrero | W           |             |  |             |             |       |       |  |
|  |               |                 |                 |                 |               |                  |                  |                  |  | Último Guerrero | Último Guerrero | W           |             |  |             |             |       |       |  |
|  |               |                 | Niebla Roja     | Niebla Roja     | [ 4 ]         |                  |                  |                  |  |                 |                 |             |             |  |             |             |       |       |  |
|  | 7             | Místico         | Niebla Roja     | Niebla Roja     | [ 4 ]         | W                |                  |                  |  |                 |                 |             |             |  |             |             |       |       |  |
|  | 7             | Místico         |                 |                 |               |                  |                  |                  |  |                 |                 |             |             |  |             |             |       |       |  |
|  | 10            | Mephisto        | 07:28           |                 |               |                  |                  |                  |  |                 |                 |             |             |  |             |             |       |       |  |
|  | 10            | Mephisto        | 07:28           |                 | Místico       | Místico          | 05:31            |                  |  |                 |                 |             |             |  |             |             |       |       |  |
|  |               |                 |                 |                 | Místico       | Místico          | 05:31            |                  |  |                 |                 |             |             |  |             |             |       |       |  |
|  |               |                 | Niebla Roja     | Niebla Roja     | W             |                  |                  |                  |  |                 |                 |             |             |  |             |             |       |       |  |
|  | 15            | Niebla Roja     | Niebla Roja     | Niebla Roja     | W             | W                |                  |                  |  |                 |                 |             |             |  |             |             |       |       |  |
|  | 15            | Niebla Roja     |                 |                 |               |                  |                  |                  |  |                 |                 |             |             |  |             |             |       |       |  |
|  | 2             | Soberano Jr.    | [ 4 ]           |                 |               |                  |                  |                  |  |                 |                 |             |             |  |             |             |       |       |  |
|  | 2             | Soberano Jr.    | [ 4 ]           |                 |               |                  |                  |                  |  |                 |                 |             |             |  |             |             |       |       |  |
|  |               |                 |                 |                 |               |                  |                  |                  |  |                 |                 |             |             |  |             |             |       |       |  |